# Human After All: Remixes
Human After All: Remixes ist das zweite Remixalbum des französischen Duos Daft Punk, welches am 29. März 2006 nur in Japan veröffentlicht wurde. Auf dem Album befinden sich von verschiedenen Künstlern überarbeitete Versionen der Tracks vom Album Human After All. Außerdem gab es eine auch nur in Japan erhältliche, auf 3000 limitierte Auflage mit zwei Kubricks (Spielfiguren) in Form der beiden Daft-Punk-Künstler. Human After All: Remixes ist das einzige Remixalbum von Daft Punk, welches nicht regulär weltweit verkauft wurde.

## Tracklist
1. Robot Rock (Soulwax Remix) – 6:31
2. Human After All (SebastiAn Remix) – 4:48
3. Technologic (Peaches No Logic Remix) – 4:38
4. The Brainwasher (Erol Alkan’s Horrorhouse Dub) – 6:05
5. The Prime Time of Your Life (Para One Remix) – 3:52
6. Human After All („Guy-Man After All“ Justice Remix) – 4:01
7. Technologic (Digitalism's Highway to Paris Remix) – 6:01
8. Human After All (Alter Ego Remix) – 9:26
9. Technologic (Vitalic Remix) – 5:27
10. Robot Rock (Daft Punk Maximum Overdrive Mix) – 5:54 (dieser Track hieß ursprünglich Robot Rock (Maximum Overdrive))

## Re-Release
Am 18. Juni 2014 wurde das Album erneut nur in Japan veröffentlicht und beinhaltet zu den zehn Tracks vier weitere Remixe.
1. Human After All (The Juan MacLean Remix)  – 6:42
2. Technologic (Basement Jaxx Kontrol Mix)  – 5:31
3. Technologic (Liquid Twins Remix)  – 4:11
4. Human After All (Emperor Machine Version)  – 6:04